# 大卫·伊格曼
大卫·伊格曼（1971年4月25日—）是一位美国神经科学家和科普作家。

## 代表作
“自我进化”四部曲：
- 《死后四十种生活》（Sum: Forty Tales from the Afterlives，也译作《生命的清单：关于来世的40种景象》）
- 《大脑的故事》（The Brain: The Story of You）
- 《隐藏的自我：大脑的秘密生活》（Incognito: The Secret Lives of the Brain）
- 《飞奔的物种》（The Runaway Species）